# Olivia Ciappa
Olivia Ciappa  (17 de marzo de 1979) es una fotógrafa y directora de cine francesa. Ha dirigido cortometrajes, documentales y musicales para teatro, ilustrado libros para niños, trabajado de periodista de cine, fotógrafa y diseñadora de sellos.
Ciappa ha dirigido las películas: El fabuloso destino de Perrine Martin, En memoria de mi hermano y El caso de Ô. Fue elegida para dibujar "el rostro de Francia", el sello de Marianne plasmado en 15 mil millones de sellos franceses. Más adelante promovió una visión positiva de la homosexualidad a través de su exposición fotográfica Parejas Imaginarias (Couples imaginaires en francés).

## Trabajos

### Directora
Ciappa ha trabajado de directora de teatro, de dos musicales y cuatro películas de acción real, entre ellas En memoria de mi hermano (A Mon Frère en francés). Esta fue la selección de Francia en la 82.ª edición de los Premios Óscar al Mejor Cortometraje de Acción Real. Un cortometraje animado que hizo para Disney Animation Studios también fue seleccionado.

### Novelas
En diciembre de 2015 la editorial francesa más grande, L'Harmattan, publicó su novela "Il Était Deux Frères", que gozó de gran éxito y se agotó rápidamente.

### La Marianne oficial francesa del presidente
A cada presidente recién elegido de Francia se le permite seleccionar un artista para diseñar la "Marianne" (el sello postal francés más común). La decisión de François Hollande de elegir a Ciappa fue controvertida. Este honor suele reservarse para artistas más establecidos, con carreras mucho más longevas. Hollande consideró que la mejor manera de seguir avanzando era permitir que toda la generación joven de Francia (todos sus estudiantes de secundaria) eligieran al artista. Los estudiantes de todas las escuelas secundarias del país seleccionaron a Ciappa. Su sello es hoy conocido en toda Francia y sus dibujos han sido expuestos de forma amplia, entre otras cosas en una exposición en la Casa Blanca francesa.

### Fotografía artística

#### Parejas Imaginarias
Durante 2012 el debate sobre la legalización del matrimonio entre personas del mismo sexo en Francia se volvió muy polarizante para el pueblo francés, y Ciappa buscó una forma de llevar una imagen más positiva del amor gay a un público homofóbico. Su intención era mostrar a gente enamorada y desafiar a otros a ver este amor como algo más que el amor entre dos personas. El resultado fue una exposición de fotografías en blanco y negro que ha sido expuesta al público de forma sin precedentes en todo el país, incluso en la Plaza de la República y el Ayuntamiento de París. Las fotografías muestran a personas heterosexuales posando como parejas del mismo sexo o género, e incluyen a deportistas famosos, estrellas de cine y figuras políticas. Con esa exposición, Olivia Ciappa se convirtió en la persona más joven en aparecer en la portada del periódico más importante de Francia, Le Figaro.
Debido al impacto positivo que la exposición ha tenido en toda Francia, el presidente francés y el gobierno francés han llevado la exposición a todo el mundo, desde Estados Unidos hasta Canadá, Perú y Brasil.

#### Versión internacional
Gracias a un acuerdo entre el Alcalde de Los Ángeles, la Embajada de Francia y el Cónsul General de Francia en Los Ángeles, Parejas Imaginarias ha sido expuesta en Los Ángeles, en la Biblioteca Pública de Los Ángeles. El objetivo de Ciappa era incluir atletas y celebridades estadounidenses en las próximas instalaciones de la exposición.

#### Hecho a mano
Durante 2014, Olivia Ciappa creó Hecho a mano (Fait à la main en francés) un nuevo concepto de exposición efímera de una sola noche: fotografías en blanco y negro mostradas en el lugar exacto donde fueron tomadas, con modelos de pie en la misma posición. Estas nuevas imágenes muestran campeones de CrossFit desnudos. Tras el éxito de la exposición, Ciappa creó el calendario mundial internacional.

#### Parejas imaginarias, la versión canadiense
En mayo de 2015, Olivia Ciappa creó Les Couples Imaginaires québecois. Dos años antes, la presentadora de televisión Monique Giroux descubrió la exposición Parejas Imaginarias. Al ver el gran impacto que tuvo en la sociedad francesa, decide llevar la exposición a Montreal y crea nuevas Parejas Imaginarias en colaboración con el presentador de televisión Dany Turcotte. Se asoció con la Embajada de Francia, el IBM y el banco Desjardin. Juntos, pidieron a Olivia Ciappa que adaptara su exposición francesa con famosos canadienses. En el resultado, se pueden ver a personalidades como Eva Longoria, Véronique Cloutier, Claude Legault, Lara Fabian, Dan Bigras o Etienne Boulay.
Diciembre de 2013, Olivia Ciappa viajó a Montreal para fotografiar a cantantes, actores, políticos y presentadores de televisión. El cónsul francés tardó un año y medio en crear la mayor exposición que había llegado a Montreal. Durante las sesiones fotográficas, los famosos comenzaron a tuitear imágenes del making of y partes del trabajo final. Debido al éxito de sus publicaciones, se decidió eliminar todas las fotografías y no conceder ninguna entrevista hasta la exposición. La exposición se dividió en dos: una pública en el Complexe Desjardins, el lugar más grande de Montreal, y una exposición más elitista en el Museo de Arte de Montreal. Justo antes de la exposición, el Huffington Post reveló que ningún deportista aceptó ser parte de la exposición debido a la homofobia existente en el deporte. Esta información se hizo popular en los periódicos y Olivia Ciappa envió un mensaje por radio para pedir a los deportistas que reconsideraran su postura. Pocas horas después, el futbolista Etienne Boulay llamó a Radio Canadá y aceptó participar en la sesión de fotos. Posteriormente acudió a Radio Canadá para explicar su cambio de opinión después de ver las imágenes tan pacíficas presentes en la exposición.

#### El Museo de Arte de Montreal:Tumba en el aceite
El Museo de Bellas Artes de Montreal presentó en 2015 un nuevo tipo de exposición en la que las antiguas obras maestras del museo se juntarían para crear Parejas Imaginarias. Con auriculares, la gente que acudía al museo podía escuchar historias imaginarias entre los personajes de las pinturas. La exposición se llamó Tumba en el aceite (Tombé dans l'Oeil, del francés).

#### Quebec: La foto que habla
En septiembre de 2015 la ciudad de Quebec presentó una nueva versión de la exposición Parejas Imaginarias. Todos los visitantes escucharon entrevistas realizadas a la artista y a las personas que participaron mientras observaban las imágenes de la exposición. Además de las imágenes, empezaron a añadirse vídeos.

## Vida personal
En abril de 2021 Olivia Ciappa anunció su transición de género y documentó el proceso a través de sus redes sociales.

## Filmografía

### Directora
- 2002: Le fabuleux destin de Perrine Martin
- 2003: Le cas d'O
- 2009: A Mon Frère - "En Memoria de Mi Hermano".[4] Selección oficial de Francia para la 82.ª edición de los Premios Óscar al mejor cortometraje de acción real
- 2010: Proyecto animado de Disney: Academia de Princesas.[19]

Música compuesta por Alan Menken, ocho veces ganador de los premios Oscar. El proyecto cinematográfico se transformó en un fenómeno mundial de Disney, el programa de televisión Princesa Sofía.

### Directora de escena
- 2006: Revolución. Musical.
- 2007: Le Cabaret des Hommes Perdus. Musical. Ganador del premio al mejor musical y al mejor autor en los Premios Molières